# Normă socială
Normele (reglementările) sociale  sunt reguli pe care trebuie să le urmeze persoanele pentru o mai bună conviețuire în societate, norme la care trebuie să își ajusteze comportamentele, îndatoririle și activitățile specifice de ființă umană. Sunt un ansamblu sau sistem de valori și atitudini, îndatoriri, care reglementează acțiunile indivizilor intre ei.

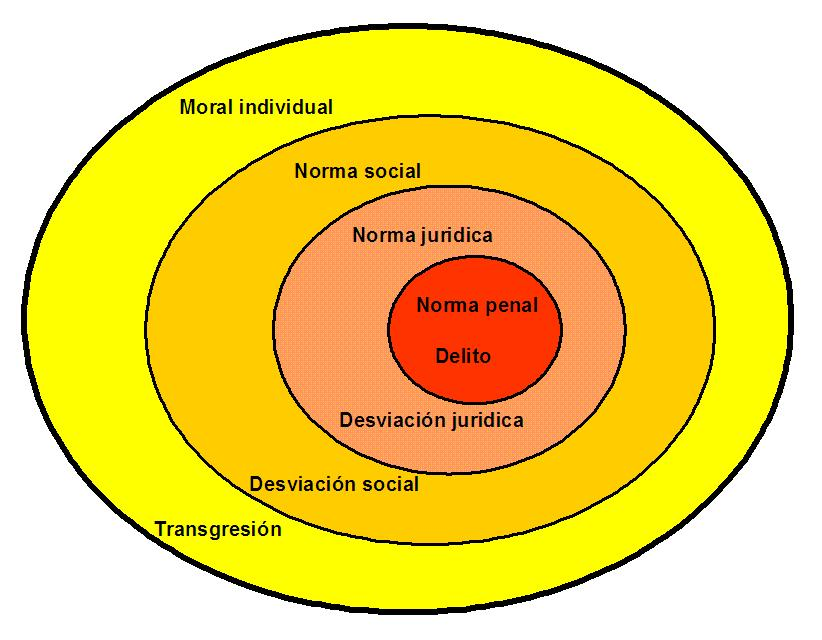
Diferite tipuri de norme și tipul de abatere, de deviere, pe care il implică lipsa conformitatii cu ele.

S-ar putea rezuma ca mod corect de a acționa într-o societate, spre un exemplu: Cum să salutăm persoanele mai în vârstă decât noi, cum să cerem cuvântul și rândul pentru a vorbi, printre alte comportamente.

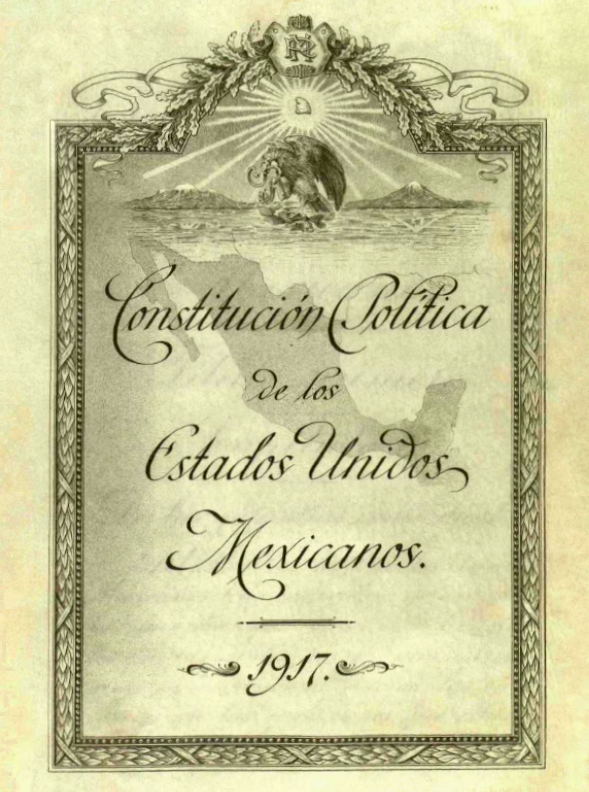
Constituția in vigoare a Statelor Unite Mexicane, în ea fundamentându-se drepturile omului, garanțiile și libertățile individuale personale și de grup.

### Tipuri de norme
Normele (reglementările) stabilesc modul în care se acționează într-un anumit loc și într-o anumită circumstanță, și care odată stabilite, trebuiesc îndeplinite întocmai și la timp, neîndeplinirea lor atrăgându-ne sancțiuni. Trebuie amintit faptul că, deși neîndeplinirea vreunora dintre norme atrage vreo anume sancțiune, autoritatea competentă are obligația de a face să fie respectate drepturile omului, pe care le găsim fundamentate în articolele 1- 29 ale Cartei Drepturilor Omului.

#### De tratament social
Sunt create de către societate, de obicei, își au originea în credințele/convingerile și obiceiurile fiecărui grup. Neîndeplinirea poate conduce la o respingere a făptuitorului acelei neîndepliniri de către respectivul grup social.

#### Morale
Își au originea în conștiința persoanei, prin urmare, ne dirijează comportamentul astfel încât să acționăm etic. Nimeni nu ne obligă să le îndeplinim, însă neîndeplinirea lor ne generează sentimente de remușcare și/sau de vinovăție.

#### Religioase
Își au originea în sistemul de idei și valori ale unei religii reflectate în conștiința persoanei, prin urmare, dirijează comportamentul persoanei astfel încât să acționeze etic. Nimeni nu obligă la îndeplinirea lor, însă neîndeplinirea lor generează sentimente de inconfort emoțional (remușcare și/sau vinovăție). În acest caz, ar putea apărea vreo stare de respingere din partea vreuneia dintre religii. 

#### Juridice
Sunt norme (reguli) stabilite de către o autoritate competentă, cu scopul de a reglementa comportamentul uman. Îndeplinirea lor este o datorie pentru cei cărora le sunt adresate. Încălcarea lor poate genera sancțiuni, iar entitatea autorizată poate utiliza forța publică spre a obliga la îndeplinirea lor, chiar și împotriva voinței celui obligat.

### Caracteristici ale normelor
Caracteristici specifice, care permit distingerea uneia de alta. Trebuie remarcat, de asemenea, faptul ca atât un cetățean obișnuit cât și un prezumtiv acuzat de vreo încălcare a legii, au drepturi și garanții fundamentate în constituția în vigoare. 

#### Unilaterale
Cineva este obligat sa îndeplinească o norma, dar nu e nimeni desemnat să îl tragă la răspundere pentru asta. 
(exemplu: Dacă saluți pe cineva, nimic altceva nu îl obligă pe acela să-ți întoarcă salutul, în afară de propria lui politețe).

#### Bilaterale
Impune îndatoriri și concede facultăți, existând desemnată persoana care trebuie să respecte norma după cum și aceea care să monitorizeze respectarea ei  .
(exemplu: A cumpăra un kilogram de zahăr te obligă să plătești prețul lui, către vânzător).

#### Autonome
Comportamentul unei persoane este conform cu propria voință. 
(exemplu: modul de a se îmbrăca, de a-și pieptăna părul, etc).

#### Heteronome
Norma este creata de către un anume subiect, dar este altul cel care trebuie să-l îndeplinească.
(exemplu: Reguli specifice contractării căsătoriei).

#### Interioare
Reglementează comportamentul interior al unei persoane. 
(exemplu: A nu minți).

#### Exterioare
Comportamentul extern trebuie să se conformeze la ceea ce este stabilit. 
(exemplu: Sa nu depășești o barieră, un stop).

#### Silite
In caz de neîndeplinire a normei, entitatea autorizată apelează la forță pentru a determina îndeplinirea ei..
(exemplu: Dacă ai un copil, sunt căi prin care poți fi obligat la plata întreținerii lui). 

#### Nesilite
Nu poți fi obligat să îndeplinești vreo anume normă (regulă).
(exemplu: Nu poți fi obligat să ai un anumit număr de copii).